# Guayamba
La Villa turística de Guayamba  es una localidad del Departamento El Alto, en el este de la provincia argentina de Catamarca.

## Geografía

### Población
Cuenta con 376 habitantes (Indec, 2010), lo que representa un incremento del 30% frente a los 288 habitantes (Indec, 2001) del censo anterior.
| Gráfica de evolución demográfica de Guayamba entre 1991 y 2010 |
|                                                                |
| Fuente: Censos nacionales del INDEC                            |

### Sismicidad
La sismicidad de la región de Catamarca es frecuente y de intensidad baja, y un silencio sísmico de terremotos medios a graves cada 30 años en áreas aleatorias. Sus últimas expresiones se produjeron:
- 21 de octubre de 1966 (58 años), a las 12.39 UTC-3 con 5,0 Richter; como en toda localidad sísmica, aún con un silencio sísmico corto, se olvida la historia de otros movimientos sísmicos regionales
- 7 de septiembre de 2004 (20 años), a las 8.53 UTC-3, con una magnitud aproximadamente de 6,5 en la escala de Richter (terremoto de Catamarca de 2004)[1]

## Turismo
Guayamba es denominada “Capital Turística del Este”, por idea del investigador, periodista y escritor catamarqueño Rodolfo Lobo Molas, quien presentó un proyecto que incluye la nomenclatura de las calles con nombres indígenas y que fuera aprobado por los vecinos y luego sancionado por el Concejo Deliberante mediante disposición 161/02. Es la población que por su infraestructura y servicios cuenta con los mayores recursos para ofrecer al turista, tanto en lo paisajístico cuanto en la infraestructura.
En Guayamba hay numerosas casas de veraneo, que se incrementan de año en año, lugares de esparcimiento, locales bailables, estación de servicios para expendio de combustibles, supermercado, panadería, carnicerías, almacenes, venta de productos regionales de elaboración local, heladería, bares y restaurantes, hosterías, alquiler de habitaciones, viviendas, varios cámpines, posta sanitaria, botiquín farmacéutico, Iglesias Católica y campamento recreativo de la Iglesia Evangélica, pavimento, luz eléctrica, agua corriente, televisión satelital, teléfono público, biblioteca, taller mecánico, gomería, policía y delegación municipal.
Otros servicios se encuentran, a 4,5 km, en la Villa El Alto (a 900 m s. n. m.), como hospital y farmacia, hosterías y comedores, etc.
En verano se hace un ciclo cultural y de esparcimiento que incluye un festival semanal de música y danza y eventos de diversa índole durante todos los días.
Durante el año el turismo es casi nulo, salvo los que tienen casas de veraneo que llegan sobre todo en los fines de semana largos o en fechas de feriados.
Forman parte del circuito turístico otros atractivos como: La gruta de la Virgen de Lourdes, un lugar de acceso para conductores expertos o simplemente quienes gusten de la aventura off-road, distante a 17 km de la villa. En el lugar además de la Gruta se puede ver restos de la infraestructura heredada de los antiguos dueños, los Fourcade, de quienes existen historias que combinan el romance de la pareja fundadora con historias de alemanes y espionajes. Entre estas obras, un dique destinado a elevar el agua para riego, una casona derruida por el paso del tiempo, entre otras.
Otro atractivo, no con menos historia, son las pinturas rupestres de Oyola, lugar distante a 18 km., por un camino de inigualable belleza saturado de arroyos y bosques que nos adentran en las yungas norteñas. El arte rupestre se encuentra pintado y grabado en más de 30 cuevas y aleros en el cerro de Oyola. Su historia de pintado narra una historia de larga duración que data de la segunda mitad del primer milenio de nuestra era. 
Para los que gustan de la aventura extrema, un lugar especial es la Mina Dal, se puede acceder desde Guayamba por un camino que ingresa a 1000 m de la villa, pasando por el cementerio y luego, dejándose llevar por un camino áspero y para vehículos de un despeje mínimo de 20 cm. luego de cruzar tres arroyos que en época estival suelen tener abundante agua, se llega a la "Cumbre" luego de un guardaganado, se visualiza hacia la izquierda la mina. Otra forma de llegar es desde El Alto, pasando por Zucuma y luego ingresando por Sauce Guacho, este camino es indispensable hacerlo con un conocedor o un buen GPS. En cualquiera de los casos hay que solicitar permiso para ingresar y estar acompañado por conocedores, ya que hay galerías muy peligrosas con socavones que superan los 20 y 30 m de profundidad.

## Toponimia
Guayamba es voz cacana para Samuel Lafone Quevedo, pero es quechua para Pedro Bazán. También aparece escrita como Huayamba. Dice Carlos Villafuerte que viene de Huailla-Hampij, donde Huailla es “pradera, pastizal” y Hampij es “el que cura una enfermedad o curandero”. Lo que significa el “curandero del pastizal o de la pradera”. Otros creen que es Aguada Grande. Sin embargo los lugareños dicen que proviene del nombre de un cacique llamado Guayambá. Podría ser entonces que ese cacique haya tenido poderes de brujo, hechicero o curandero y haya habitado en un pastizal o pradera. De esta forma sería un patronímico; el nombre del cacique o Kuraka indicaría lo que es y así concordarían las creencias de los lugareños con la etimología que explica Villafuerte y esto tal vez haya dado nombre al antiguo lugar ya conocido de este modo a la llegada de los conquistadores a medidos del siglo XVI. También que Lafone Quevedo indica como apellido indígena, Padrón de Quilmes y Calianes de 1682, el nombre Guayanpi, de origen quilmeño y que podría haber sido también el nombre del cacique a que se hace referencia más arriba. En el libro Catamarca Ensueño y Leyenda de Rodolfo Lobo Molas, y en el Diccionario Catamarqueño (sin editar aun) del mismo autor, además de lo que aquí se dice, se dan otras posibilidades etimológicas.